# احمد درویش
احمد درویش (انگلیسی: Ahmed Darwish؛ زادهٔ ۲۹ اکتبر ۱۹۸۴) یک فوتبالیست سابق اهل عربستان سعودی است.
از باشگاه‌هایی که در آن بازی کرده‌است می‌توان به الاهلی اشاره کرد.
وی همچنین در تیم ملی فوتبال عربستان سعودی بازی کرده است.